# Śląski Ogród Sztuk

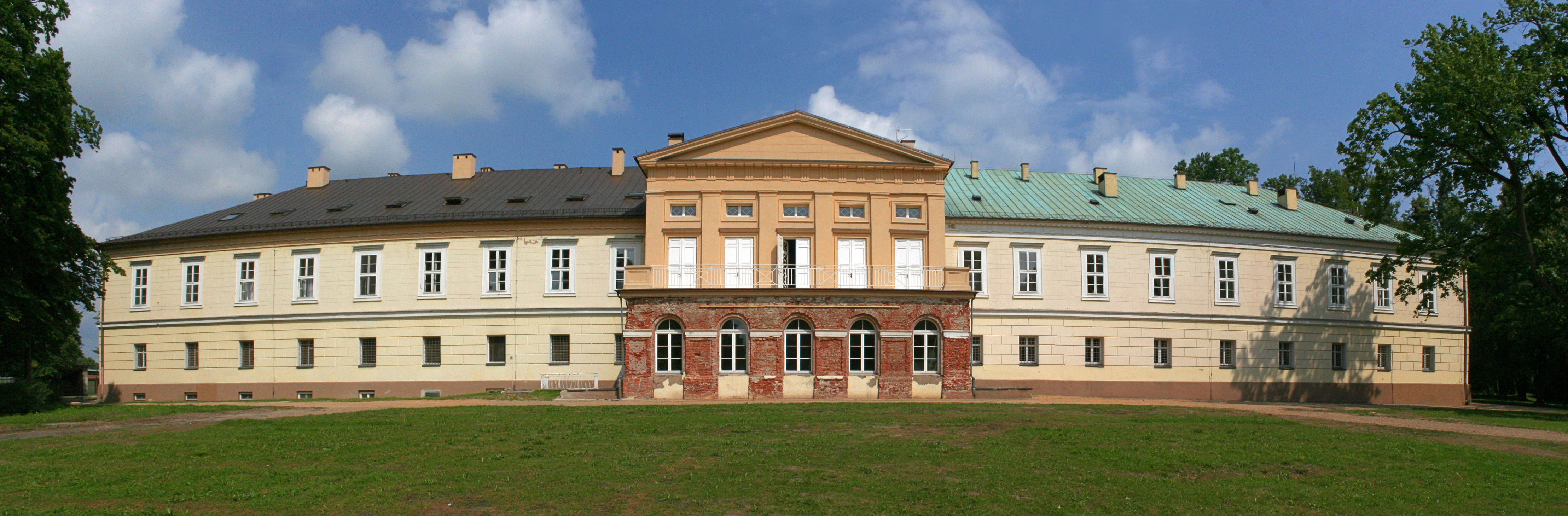
Pałac w Koszęcinie – siedziba Zespołu Pieśni i Tańca Śląsk

Śląski Ogród Sztuk – projekt stworzony przez Zespół Pieśni i Tańca Śląsk, w ramach którego w siedzibie zespołu w Koszęcinie prezentowane są dokonania twórcze czołowych śląskich instytucji kulturalnych.
Projekt zakłada realizację sześciu wydarzeń artystycznych w 2010 roku. W tym czasie, w siedzibie zespołu „Śląsk”, zaprezentowane zostaną spektakle i widowiska przygotowane przez Operę Śląską w Bytomiu, Akademię Muzyczną im. Karola Szymanowskiego w Katowicach, Teatr Rozrywki w Chorzowie, Filharmonię Śląską w Katowicach, Gliwicki Teatr Muzyczny oraz Teatr Śląski im. Stanisława Wyspiańskiego w Katowicach.
Śląski Ogród Sztuk współfinansowany jest przez Unię Europejską z Europejskiego Funduszu Rozwoju Regionalnego, w ramach Regionalnego Programu Operacyjnego Województwa Śląskiego na lata 2007-2013.
Patronat mediowy nad projektem objęły TVP Katowice, Polskie Radio Katowice i Polska Dziennik Zachodni.